# ملکه سون‌وون
ملکه سون‌وون (کره‌ای: 순원왕후؛ ۸ ژوئن ۱۷۸۹ – ۲۱ سپتامبر ۱۸۵۷) ملکه هم‌نشین پادشاه سانجو چوسان بود. او پس از مرگ همسرش با عنوان ملکه بیوه میونگ‌گیونگ شناخته می‌شد. او بین سال‌های ۱۸۳۴ تا ۱۸۴۱ نایب‌السلطنه نوه‌اش، هئونجونگ چوسان بود.